# Nicèfor Focas el Vell
Nicèfor Focas, anomenat el Vell per distingir-lo del seu net Nicèfor II Focas, en grec medieval Νικηφόρος Φωκάς, nascut cap al 830 i mort cap al 896, va ser un dels grans generals al servei de l'emperador romà d'Orient Basili I el Macedoni i el primer membre important de la família Focas.
De ben jove, es va incorporar al seguici personal de l'emperador Basili I, ascendint ràpidament a diversos càrrecs, primer protoestrator i després governador del tema de Carsiànon, on va lluitar amb èxit contra els abbàssides. Al voltant del 886, va dirigir una gran expedició al sud d'Itàlia, on les seves victòries van posar les bases pel retorn dels romans d'Orient a la regió. Tornat a Constantinoble, va ser elevat al rang de Domèstic de les escoles (general en cap dels exèrcits). Va dirigir amb èxit diverses batalles contra els àrabs a l'est i contra els búlgars del Kan Simeó I el Gran als Balcans. Probablement va morir cap al 895-896 o potser al voltant del 900. Els historiadors de l'època i els actuals celebren el seu caràcter i els seus èxits militars. Els seus dos fills li van succeir en el càrrec de domèstic de les escoles. Els seus nets Nicèfor II i Lleó es van distingir com a generals, i el primer es va convertir en emperador del 963 al 969, recuperant diverses províncies que els àrabs havien conquerit.

## Biografia
D'origen armeni, i molt bon militar, va rebre l'encàrrec de l'emperador Basili I, que probablement havia rebut una petició del papa Joan VIII, de defensar els temes de Calàbria i de la Pulla dels atacs dels àrabs. Entre els anys 885 i 886 va recuperar Bari i Tàrent al Catepanat d'Itàlia, Tropea, Amantea i algunes altres a Calàbria, obligant als àrabs a retrocedir fins a Sicília. No obstant, no va gosar envair aquesta illa.
Nicèfor Focas també va conquerir els territoris longobards de Calàbria i Basilicata (el principat de Salern i el Ducat i Principat de Benevent es van convertir en vassalls de l'Imperi Romà d'Orient), completant així la reunificació de gairebé tota la Itàlia meridional sota la sobirania de l'emperador Basili I. El general es va preocupar de reforçar la defensa dels territoris davant de potencials incursions dels sarraïns, convencent a les poblacions a instal·lar-se als kastellion, pobles situats al cim dels turons, més fàcils de defensar per la configuració natural del terreny, segons el lema llatí "Ascendant ad montes" (pugeu a les muntanyes). A la mort de Basili I l'any 886, el nou emperador Lleó VI el Filòsof el va fer tornar a la capital i el va enviar primer a Macedònia, contra el Primer Imperi Búlgar de Simeó I, i més tard a Síria contra els musulmans.
Nicèfor Focas el Vell va tenir diversos fills, dels que es recorden:
- Lleó Focas el Vell (c. 870 - 919), va disputar el poder imperial a Romà Lecapè, que el derrotà en una batalla, el va cegar i el va matar
- Bardes Focas el Vell (c. 878 - c. 968), va contribuir a la derrota de la Rus de Kíev que va atacar Constantinoble el 944, va lluitar contra els àrabs a Àsia i va aconseguir l'imperi, per usurpació, per al seu fill Nicèfor II Focas.[1]